# Live at the Witch Trials
Az 1979-es Live at the Witch Trials a The Fall debütáló nagylemeze. Címe ellenére nem koncertlemez, de az egészet egy nap rögzítették, a keverőmunkákat pedig Bob Sargeant producer végezte a következő nap. Marc Riley basszusgitáros szerint eredetileg egy hétre bérelték ki a stúdiót, de Mark E. Smith énekes betegsége miatt az első három napot lemondták. Az album szerepel az 1001 lemez, amit hallanod kell, mielőtt meghalsz című könyvben.

## Az album dalai
| 1. | Frightened              | Mark E. Smith, Tony Friel | 5:02 |
| 2. | Crap Rap 2/Like to Blow | Martin Bramah, Smith      | 2:04 |
| 3. | Rebellious Jukebox      | Smith, Bramah             | 2:51 |
| 4. | No Xmas for John Quays  | Smith                     | 4:38 |
| 5. | Mother-Sister!          | Smith, Una Baines         | 3:20 |
| 6. | Industrial Estate       | Friel, Bramah, Smith      | 2:00 |

| 1. | Underground Medecin      | Bramah, Smith                             | 2:08 |
| 2. | Two Steps Back           | Bramah, Smith                             | 5:03 |
| 3. | Live at the Witch Trials | Smith                                     | 0:51 |
| 4. | Futures and Pasts        | Bramah, Smith                             | 2:36 |
| 5. | Music Scene              | Bramah, Yvonne Pawlett, Smith, Marc Riley | 8:00 |

## Közreműködők
- Mark E. Smith – ének; gitár a Live at the Witch Trials-ön; szalag a Music Scene-en
- Martin Bramah – gitár, háttérvokál
- Marc Riley – basszusgitár
- Karl Burns – dob
- Yvonne Pawlett – billentyűk

## Fordítás
Ez a szócikk részben vagy egészben a Live at the Witch Trials című angol Wikipédia-szócikk ezen változatának fordításán alapul.  Az eredeti cikk szerkesztőit annak laptörténete sorolja fel. Ez a jelzés csupán a megfogalmazás eredetét és a szerzői jogokat jelzi, nem szolgál a cikkben szereplő információk forrásmegjelöléseként.